# Fred Nicole
Pour les articles homonymes, voir Nicole.
Frédéric Nicole, plus communément appelé Fred Nicole, est un grimpeur professionnel suisse né en 1970 à Vevey. Il est le frère de François Nicole, un autre grimpeur de haut niveau. Il est réputé pour avoir ouvert des voies extrêmes en bloc et en escalade sportive. Il est notamment le premier grimpeur à avoir ouvert et réalisé des voies de bloc cotées 8B, 8B+ et 8C, ainsi que la première traversée en 8B+. Il fait aussi partie des grimpeurs à avoir atteint le neuvième degré en escalade sportive.
Grimpeur de premier plan durant les années 1990 et 2000, il a participé très activement au développement de nombreux sites d'escalade comme Hueco Tanks (Texas), Bishop (Californie) ou Rocklands en Afrique du Sud, mais c'est en Suisse qu'il s'est le plus investi dans les sites de Cresciano, Chironico, Branson ou encore Vernayaz et Saint-Loup.

## Biographie

### 1983 - 1991: Des débuts atypiques
Fred Nicole commence l'escalade à l'âge de 13 ans, avec son frère François Nicole. Mais contre toute attente, dès son premier essai sur une voie d'escalade, il se rend compte qu'il n'aime pas la grimpe. Il trouve cette discipline trop ardue, ne parvenant pas à escalader une voie de cotation supérieure à 3. Six mois plus tard, son frère réussit tout de même à le convaincre de réessayer et cette fois les choses se passent mieux : il réussit à escalader une voie cotée 4, et commence alors à aimer l'escalade. Il progresse rapidement, mais à cette époque, à proximité de chez lui, il n'existe que très peu de voies correctement équipées et d'une cotation supérieure à 6c/6c+. Il se tourne alors vers l'escalade de bloc qui permet de travailler des mouvements difficiles et techniques sans les risques dus à la chute de grande hauteur ; de plus il se sent plus à l'aise sans le stress que lui inflige son léger vertige. Avec cette nouvelle discipline, Fred continue sa progression et à peine trois ans plus tard, en 1986, il réussit la première répétition de la voie Le toit d'Auguste (son frère fait la 2e répétition peu après). Cette voie, ouverte par le grimpeur français Patrick Berhault dans la région du Cap-d'Ail près de Nice, avait été essayée par de nombreux grimpeurs, sans succès jusqu'ici. Fred propose alors une cotation de 8b+, le plus haut niveau de difficulté à cette époque.
À la fin des années 1980, Fred découvre le site d'escalade de Saint-Loup en Suisse. Très intéressé par le potentiel qu'offre ce site pour le haut niveau, il y passe beaucoup de temps à travailler des projets. En 1987, il y réussi la première ascension de Anaïs et cannabis, la deuxième voie cotée 8c après Wall Street, ouverte quelques mois auparavant par Wolfgang Güllich dans le Frankenjura,. Cependant cette réalisation reste inobservée, voire mise en doute, par le milieu de l'escalade qui juge alors Fred trop jeune pour réussir un tel accomplissement.

### 1992 - 2012: La reconnaissance mondiale
Dès le début des années 1990, Fred Nicole fait un grand nombre d'ascensions de blocs cotés 8A et 8A+, ce qui est à l'époque le plus haut niveau dans ce type d'escalade depuis l'ascension de Trice par Jim Holloway en 1979. Il est particulièrement actif à Branson, dans un petit secteur de grimpe situé au-dessus du village, où il a découvert un bloc proposant des lignes particulièrement difficiles. En 1991, il y fait la première ascension de  Traction celeste (8A), puis un an après, en avril 1992, il réussit la première ascension de La danse des Balrogs, et lui attribue pour la première fois au monde une cotation de 8B. Toutes ces réalisations en bloc ne l'empêche pas pour autant de continuer à pratiquer l'escalade libre et il continue à explorer les falaises de Saint-Loup en quête de voies extrêmes. En 1993, il y réalise la première ascension de Bain de Sang (9a), la troisième voie dans le neuvième degré après Action Directe (9a) par Wolfgang Güllich en 1991 et Om (9a) par Alexander Huber en 1992. En 2002, Bain de Sang sera le premier 9a réalisé par une femme, Josune Bereziartu. Néanmoins, cette cotation sera plusieurs fois contestée par ses répétiteurs, notamment Iker Pou, estimant que Bain de Sang est plus « facile » que Action Directe et Dave Graham, qui a réussi son ascension en seulement trois essais.
Avec cette réalisation dans le neuvième degré, Fred devient un des rares grimpeurs à pratiquer l'escalade au plus haut degré de cotation à la fois en bloc et en falaise, et commence à faire parler de lui dans les médias. Cela lui permet alors de voyager afin de découvrir des sites d'escalade dans d'autres pays. Dès 1996, il découvre les sites de Fontainebleau et de Hueco Tanks (TX), où il réalise de nombreuses répétitions de blocs coté de 8A à 8B. Il fait aussi la première ascension de La Pierre Philosophale (8B) à Fontainebleau et de The Crown of Aragorn (8B) à Hueco. Mais c'est à nouveau à Branson qu'il se distingue, avec la première ascension de Radja, qui devient le premier bloc au monde coté 8B+.
En 1997, il fait un voyage en Afrique du Sud dans le secteur de Rocklands. Ce nouveau site de bloc qui propose une quantité énorme de possibilités à tous les niveaux et une très bonne qualité de roche gréseuse qui plaisent beaucoup à Fred. Il y réalise de nombreuses premières ascensions de bloc coté entre le 8A et le 8B comme Leopard Cave (8A+) et Black Eagle (8B). Deux ans plus tard, il y fait un 2e voyage et réussi Armed Response(8B), Oral Office (8B) et Desperado (8A+), une série de blocs ouverts par Klem Lostok.
En 2000, il réalise la première ascension de Dreamtime à Cresciano en Suisse. Il juge alors que c'est le bloc le plus difficile qu'il ait réalisé et évalue sa cotation à 8C, en précisant que la cotation doit être confirmée par d'autres grimpeurs. Malgré cette précision, cette cotation suscite rapidement des polémiques. D'une part, pour certains grimpeurs comme Francis Hélias, la voie qui compte 21 mouvements, ne saurait être du bloc mais une traversée, car le bloc est généralement caractérisé par un faible nombre de mouvements, souvent moins de 10, mais très difficiles, techniques et intenses. D'autre part, la difficulté de la voie est remise en question par certains répétiteurs comme Chris Sharma. Fred Nicole déclarera alors que certaines prises ont été retaillées après son ouverture, ce qui aurait abaissé la cotation du bloc 8B+, mais Dave Graham et Malcolm Smith, deux des répétiteurs, pensent que la voie a toujours été un 8B+. Selon Nalle Hukkataival, la cotation de Dreamtime est le point de départ des problèmes de cotation actuels pour les blocs de très haut niveau, dont la cotation stagne depuis lors à 8C, hormis pour quelques rares exceptions qui suscitent immédiatement la polémique. Cela principalement à cause des médias qui ont tendance à considérer des propositions de cotations comme étant des standards pour le niveau.
En 2006, Fred Nicole atteint un niveau supérieur en réalisant l'ouverture de Terremer cotée 8C+ à l'origine, mais décotée à 8C par son second répétiteur, Paul Robinson en 2008. Estimant que la cotation de la difficulté est très subjective, Fred Nicole annonce souvent ses ouvertures avec une fourchette: Terremer était par exemple, considérée à 8C/8C+. Cette estimation est selon lui, plus une indication de la difficulté, qu'une vérité absolue. Les années suivantes, il fait de nombreuses ouvertures de blocs et de voies de très haut niveau sans donner de cotations précises. Il réalise notamment Entlinge (8B+/8C), L'isola che non c'è (9?) et Boa (environ 8C).

## Ascensions remarquables

### En bloc
| Nom                   | Site                      | Date           | Commentaires                                                                             |
| --------------------- | ------------------------- | -------------- | ---------------------------------------------------------------------------------------- |
| Boa                   | ??, Suisse                | septembre 2011 | Première ascension                                                                       |
| Terremer              | Hueco Tanks, États-Unis   | janvier 2006   | Première ascension                                                                       |
| Entlinge              | Murgtal, Suisse           | 2005           | Première ascension                                                                       |
| Monkey Wedding        | Rocklands, Afrique du Sud | 20 août 2002   | Première ascension                                                                       |
| Black Eagle sit start | Rocklands, Afrique du Sud | 18 août 2002   | Première ascension                                                                       |
| Dreamtime             | Cresciano, Suisse         | novembre 2000  | Première ascension, décotée à 8B+/V14 après que des prises ont été taillées dans le bloc |

| Nom             | Site                      | Date            | Commentaires                                                         |
| --------------- | ------------------------- | --------------- | -------------------------------------------------------------------- |
| Sur le fil      | Switz, Suisse             | novembre 2003   | -                                                                    |
| Mooiste Messie  | Rocklands, Afrique du Sud | septembre 2003  | Première ascension, décotée à 8B/V13 après qu'une des prises a cassé |
| New Base Line   | Magic Wood, Suisse        | mars 2003       | -                                                                    |
| Nagua           | ??, États-Unis            | 2003            | Première ascension                                                   |
| Au fond du trou | Kesslerloch, Suisse       | octobre 2002    | Première ascension                                                   |
| Phase 2         | Sustenpass, Suisse        | 6 juillet 2001  | Première ascension                                                   |
| Esperanza       | Hueco Tanks, États-Unis   | 15 février 2001 | Première ascension                                                   |
| Oliphants Dawn  | Rocklands, Afrique du Sud | juillet 2000    | Première ascension                                                   |
| Slashface       | Hueco Tanks, États-Unis   | janvier 1998    | Première ascension                                                   |
| Radja           | Branson, Suisse           | mars 1996       | Première ascension et premier bloc au monde coté 8B+                 |
| Joyeux Léon     | La Balmaz, Suisse         | -               | Première ascension                                                   |

| Nom                    | Site                      | Date            | Commentaires                                                                                             |
| ---------------------- | ------------------------- | --------------- | --- |
| Terre de Sienne        | Hueco Tanks, États-Unis   | décembre 2004   | Première ascension                                                                                       |
| Dulcifer départ assis  | Switz, Suisse             | novembre 2003   | - |
| Ultimatum              | Switz, Suisse             | novembre 2003   | Première ascension                                                                                       |
| Madiba                 | Rocklands, Afrique du Sud | 18 juillet 2003 | Première ascension                                                                                       |
| Toit au Tessin de Wi   | Tessin, Suisse            | février 2003    | - |
| Le Carrousel           | Grottéanum, Suisse        | février 2003    | Première ascension                                                                                       |
| Algerita               | ??, États-Unis            | janvier 2003    | Première ascension                                                                                       |
| La vie en rose         | Pelzli, Suisse            | octobre 2002    | Première ascension                                                                                       |
| Le galet               | Murg, Suisse              | octobre 2002    | Première ascension                                                                                       |
| Goldfish Trombone      | Bishop, États-Unis        | février 2001    | Recoté à 8B+/V14 depuis que des prises ont cassé                                                         |
| Spectre                | Bishop, États-Unis        | 20 janvier 2001 | Première ascension                                                                                       |
| Fatman départ assis    | Fontainebleau, France     | 2001            | - |
| The Vice               | Rocklands, Afrique du Sud | juillet 2000    | - |
| Ammagamma              | Grampians, Australie      | mars 2000       | - |
| Armed Response         | Rocklands, Afrique du Sud | avril 1999      | [ 14 ]                                                                                                   |
| Oral Office            | Rocklands, Afrique du Sud | avril 1999      | [ 15 ]                                                                                                   |
| Prend moi!             | Cresciano, Suisse         | 1999            | Première ascension                                                                                       |
| Cœur de Leon           | Hueco Tanks, États-Unis   | 1998            | Première ascension, décoté à 8A+/V12 depuis qu'une nouvelle méthode a été trouvée pour faire l'ascension |
| Slashface              | Hueco Tanks, États-Unis   | 1998            | Première ascension                                                                                       |
| Abysse                 | Kesslerloch, Suisse       | 1998            | Première ascension                                                                                       |
| L'innomée              | Billitscher, Suisse       | 1998            | Première ascension                                                                                       |
| La jonction            | Branson, Suisse           | 1998            | Première ascension                                                                                       |
| La Proue               | Cresciano, Suisse         | 1998            | Première ascension                                                                                       |
| Eau profonde           | Kesslerloch, Suisse       | 1997            | Première ascension                                                                                       |
| Li                     | Hueco Tanks, États-Unis   | 1997            | Première ascension                                                                                       |
| Dominator              | Camp 4, États-Unis        | 1997            | - |
| Black Eagle            | Rocklands, Afrique du Sud | janvier 1997    | Première ascension                                                                                       |
| Crown of Aragorn       | Hueco Tanks, États-Unis   | 1996            | Première ascension                                                                                       |
| La pierre philosophale | Fontainebleau, France     | 1996            | [ 9 ] |
| Master of Pogs         | La Balmaz, Suisse         | 1996            | Première ascension                                                                                       |
| La Danse des Balrogs   | Branson, Suisse           | avril 1992      | Première ascension                                                                                       |

### En falaise

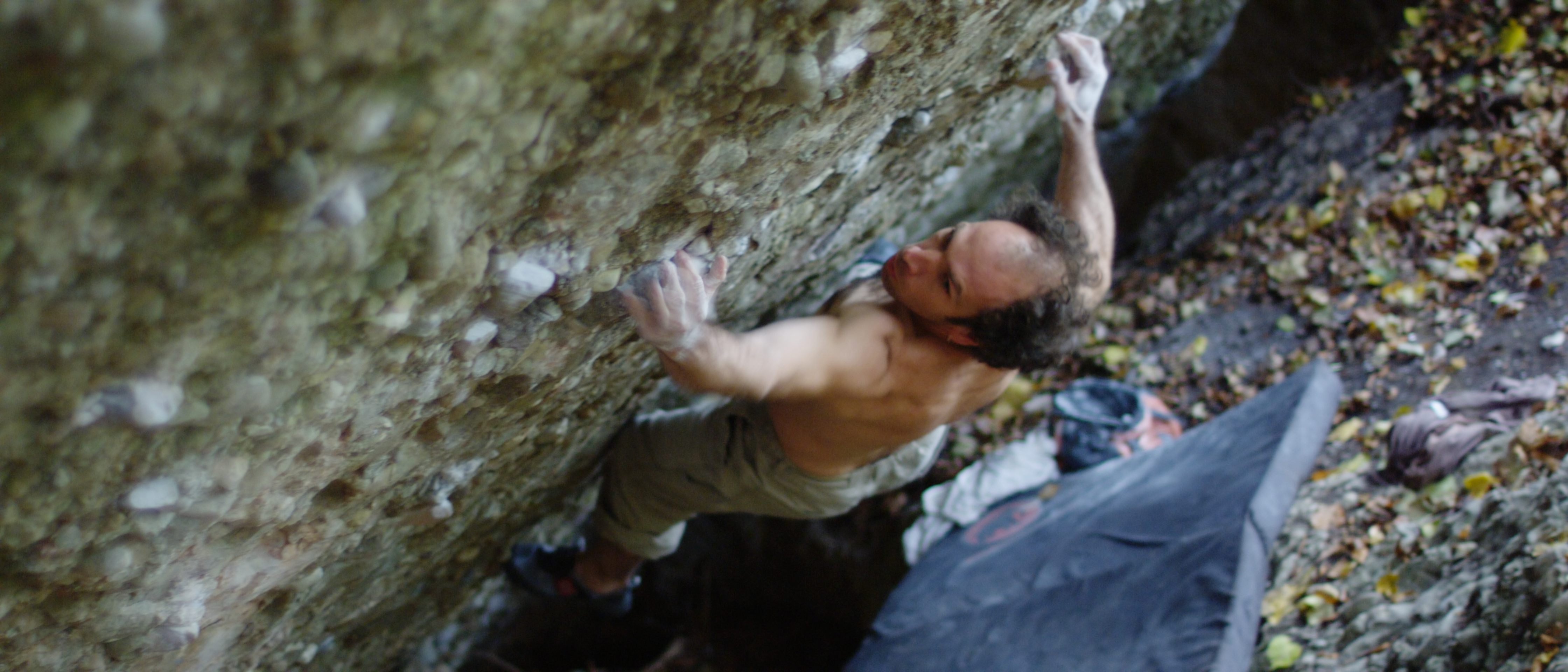
Fred Nicole dans un essai du bloc Le Boa (8C/V15)

| Nom                     | Site               | Date      | Commentaires       |
| ----------------------- | ------------------ | --------- | ------------------ |
| L'isola che non c'è     | Amden, Suisse      | mars 2009 | Première ascension |
| La chimère des hauteurs | Saint Loup, Suisse | 2003      | -                  |
| Bain de Sang            | Saint Loup, Suisse | 1993      | Première ascension |

| Nom  | Site            | Date | Commentaires |
| ---- | --------------- | ---- | ------------ |
| Elfe | Grimsel, Suisse | -    | -            |

## Parraineurs
Fred Nicole est parrainé par Arc'teryx et par PrAna pour ses vêtements d'escalade, et par Black Diamond pour son matériel d'escalade.

## Filmographie
- (en) CORE, de Chuck Fryberger Films (prod.) et de Chuck  Fryberger (réal.), 2010, DVD [présentation en ligne]
- (en) PURE, de Chuck Fryberger Films (prod.) et de Chuck  Fryberger (réal.), 2010, DVD [présentation en ligne]